# Свірстрой

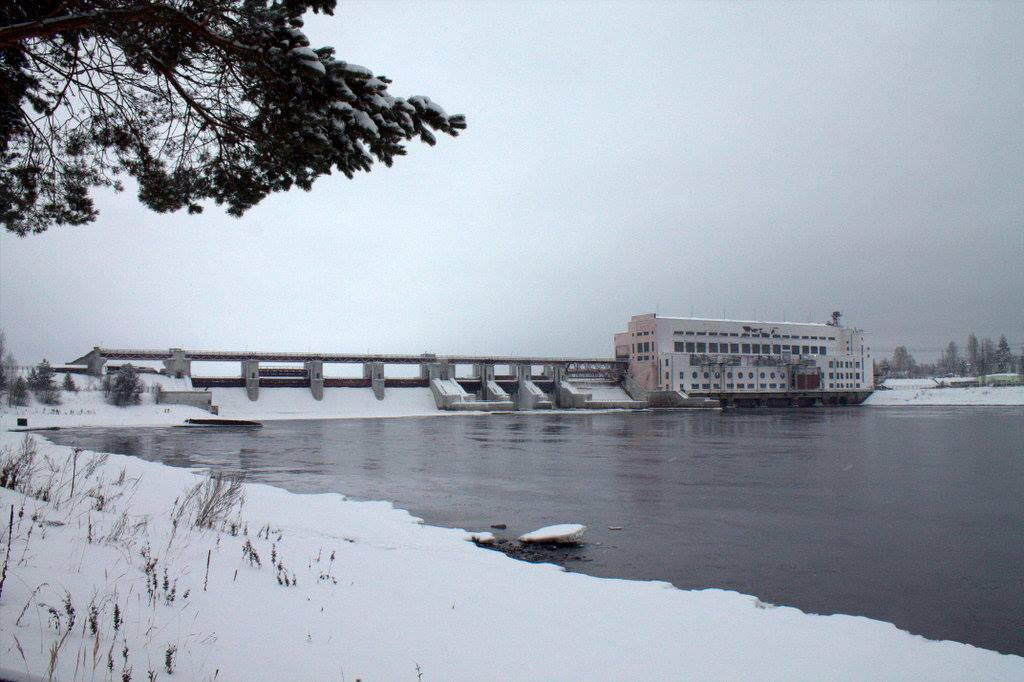
Нижньосвірська ГЕС

Свірстро́й — селище міського типу в Лодєйнопольському районі Ленінградської області, це адміністративний центр і єдиний населений пункт Свірстройського міського поселення.
Чисельність населення на 2007, — 978 осіб, найменш населене селище міського типу Ленінградської області.
Розташоване на північному сході області, на річці Свір і Ковра, за 260 км на північний схід від Санкт-Петербурга, за 14 км від районного центру міста Лодєйне Поле, за 5 км на північ від залізничної станція Янега на лінії Волховстрой — Петрозаводськ.

## Історія
Населений пункт виник у зв'язку будівництвом Нижньосвірської ГЕС (розпочато в 1927). Спорудження станції з залученням ув'язнених виправних таборів («Свірлаг»). У період німецько-радянської війни гідроелектростанція з селищем була повністю зруйнована; у повоєнний період відновлені.
Статус селища міського типу — з 1931.
1 січня 2006 створено муніципальне утворення «Свірстройське міське поселення», Свірстрой став його адміністративним центром і єдиним населеним пунктом.

## Населення
| 1932   | 1933    | 1935    | 1939  | 1945  | 1949  | 1959  |
| ------ | ------- | ------- | ----- | ----- | ----- | ----- |
| 28 900 | ↗31 200 | ↘18 000 | ↘7712 | ↘813  | ↗2720 | ↘2176 |
| 1970   | 1979    | 1989    | 1997  | 2002  | 2006  | 2009  |
| ↘1457  | ↘1303   | ↘1156   | ↘1000 | ↗1044 | ↘1000 | ↘985  |
| 2010   | 2011    | 2012    | 2013  | 2014  | 2015  | 2016  |
| ↘927   | →927    | ↗938    | ↗942  | ↗950  | ↘949  | ↘939  |
| 2017   | 2018    | 2019    | 2020  |       |       |       |
| ↘906   | ↘881    | ↘876    | ↘843  |       |       |       |

## Економіка
Нижньосвірська ГЕС на річці Свір, рибний завод.

## Цікавинки
- Споруда електростанції є пам'ятником гідробудування. Пам'ятник Г. Й. Графтіо, автору проекту станції.
- За 30 км на північний захід від селища, в селі Стара Слобода — Свято-Троїцький монастир Олександра Свірського.